# Филип Миркович
Филип Миркович (серб. Filip Mirković; народився 7 жовтня 1988 у м. Новий Сад, СФРЮ) — сербський хокеїст, захисник. 
Вихованець хокейної школи «Войводина» (Новий Сад). Виступав за команди: «Войводина» (Новий Сад), «Партизан» (Белград).
У складі національної збірної Сербії учасник чемпіонатів світу 2007 (дивізіон II), 2008 (дивізіон II), 2009 (дивізіон II) і 2010 (дивізіон I). У складі молодіжної збірної Сербії і Чорногорії учасник чемпіонатів світу 2005 (дивізіон II), 2007 (дивізіон II) і 2008 (дивізіон III). У складі юніорської збірної Сербії і Чорногорії учасник чемпіонатів світу 2005 (дивізіон II) і 2006 (дивізіон II).